# Hospital Italiano de Buenos Aires

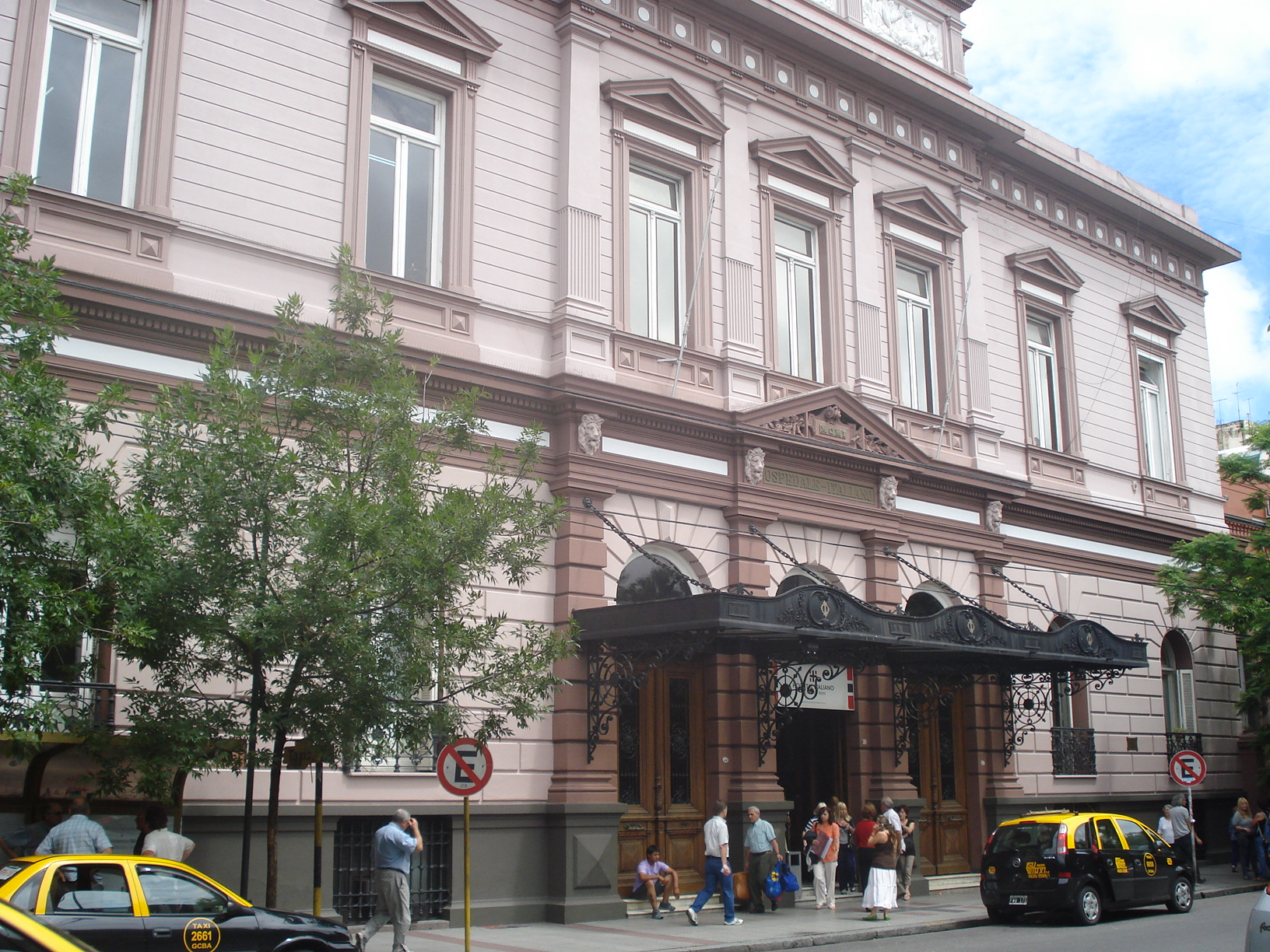
Hospital Italiano de Buenos Aires (2010)

Das Hospital Italiano de Buenos Aires ist ein privates Krankenhaus in der argentinischen Hauptstadt Buenos Aires. Das Krankenhaus hat 500 Betten und versorgt durchschnittlich 2.000 Patienten pro Monat auf einer Fläche von 78.000 m². Es steht sowohl Privat- als auch Sozialpatienten zur Verfügung. Das Hospital Italiano unterhält auch eine eigene Krankenversicherung, die mit 11.000 Mitgliedern eine der wichtigsten in Argentinien ist.

## Das erste Krankenhaus
Das Hospital war ursprünglich eine Initiative einer Kommission, die aus vornehmen Mitgliedern der italienischen Einwanderer in Buenos Aires bestand. Der Grundstein für das erste Gebäude wurde am 12. März 1853 gelegt. Das Grundstück war eine Spende des Priesters José Arata. Graf Giovanni Battista Albini trug im Namen von  Viktor Emanuel I. 45.000  Argentinische Pesos zum Bau bei. Die Errichtung wurde jedoch aufgrund fehlender Finanzen immer wieder verzögert, bis 1858 der Verein Unione e Benevolenza einsprang. 
1865 war das Krankenhaus fast fertiggestellt, als die argentinische Regierung darum bat, verwundete brasilianische Soldaten aus dem Tripel-Allianz-Krieg zu versorgen. Erst 1867 wurden die Bauarbeiten fortgesetzt, um gleich wieder durch eine Cholera-Epidemie gestört zu werden. Die Stadtverwaltung von Buenos Aires mietete das Krankenhaus für zwei Jahre an, um die Opfer der Epidemie zu versorgen. Anschließend wurde es wieder für die Versorgung von Soldaten benötigt, danach für eine Gelbfieber-Epidemie. Am 8. Dezember 1872 wurde das Krankenhaus schließlich offiziell eingeweiht.

## Das zweite Gebäude
Die Krankenhausverwaltung schloss Abkommen mit anderen Einwanderer-Organisationen, so dass auch Angehörige anderer Nationalitäten dort behandelt werden konnten, wodurch die Räumlichkeiten schnell zu klein wurden. Es wurde eine Kampagne ins Leben gerufen, um Mittel für den Ausbau aufzutreiben. 
Am 15. Dezember 1889 wurde der Grundstein für das neue Hospital Italiano gelegt. Hierfür stand ein Grundstück begrenzt durch die Straßen Gascón, Potosí, Palestina und Perón im heutigen Stadtteil Almagro zur Verfügung. Unter den Gästen befanden sich u. a. Elisa F. de Juárez Celman, Ehefrau des Präsidenten Miguel Juárez Celman und ein Gesandter von  Umberto I. Am 21. Dezember 1901 wurde das Gebäude eingeweiht. 1903 wurde eine Schwesternschule eröffnet und 1905 wurde das Krankenhaus auch Lehranstalt für Medizin und Chirurgie. 
Am 20. September 1913 wurde das Krankenhaus durch ein neues Gebäude, die Policlínico, ergänzt.